# Frêne élevé
Fraxinus excelsior · Frêne commun
Pour les articles homonymes, voir Excelsior et Langue d'oiseau.
Espèce
Classification phylogénétique
Statut de conservation UICN

 NT  : Quasi menacé
Le Frêne élevé ou Frêne commun (Fraxinus excelsior L., 1753) est une espèce de plantes à fleurs de la famille des Oléacées. C'est un arbre commun des forêts d'Europe, à bois clair, dur et élastique.

## Noms français
Ce taxon porte en français les noms vernaculaires, vulgarisés ou normalisés suivants : frêne,, frêne commun,,,, frêne d'Europe,, frêne élevé,,, frêne à feuilles aiguës, gaïac des Allemands, grand frêne, langue d'oiseau et quinquina d'Europe,.

## Description

### Appareil végétatif
Le Frêne élevé est un grand arbre pouvant vivre de 150 à 200 ans, et pouvant atteindre de 20 à 45 mètres de hauteur selon le milieu,. Le tronc est droit, élancé, et peut atteindre de 1,6 à 1,8 mètre de diamètre. L'écorce est lisse et grisâtre, se crevassant avec l'âge. Les individus femelles sont généralement un peu plus petits et possèdent un tronc plus fin que les pieds mâles. Le bois est assez dur, tenace, élastique, couleur blanc nacré, sans aubier distinct.
Le feuillage est décidu. Les feuilles sont opposées, composées imparipennées et dépourvues de stipules. Elles mesurent jusqu'à 30 centimètres de long et sont constituées de 7 à 15 folioles dentées, glabres,. Il existe cependant des individus à feuilles entières ou à 3 folioles seulement.
Les bourgeons terminaux mesurent de 5 à 10 mm de long. Ils sont de forme pyramidale, glabres et d'un noir velouté.

### Appareil reproducteur
Le Frêne élevé est trioïque ou sub-dioïque : les pieds sont soit mâles, soit femelles soit hermaphrodites. L'inflorescence est une panicule axillaire courte, comportant plus de cent fleurs chacune.
Les fleurs sont dépourvues de périanthe, de couleur violacée (femelles) à noirâtre (mâles). Les fleurs hermaphrodites comportent deux étamines et un carpelle à stigmate bifide. Chez les individus mâles l'ovaire est avorté, tandis que chez les individus femelles les étamines sont avortées.
La floraison a lieu de février à avril, avant le débourrement du feuillage. La pollinisation est anémogame. La production abondante de pollen peut être une cause d'allergie.
Les fruits sont des samares aplaties, munies d'une aile membraneuse allongée, mesurant de 3 à 4 cm de long. Comme pour toutes les samares, la dissémination des fruits se fait en partie par l'action du vent.

### Galerie

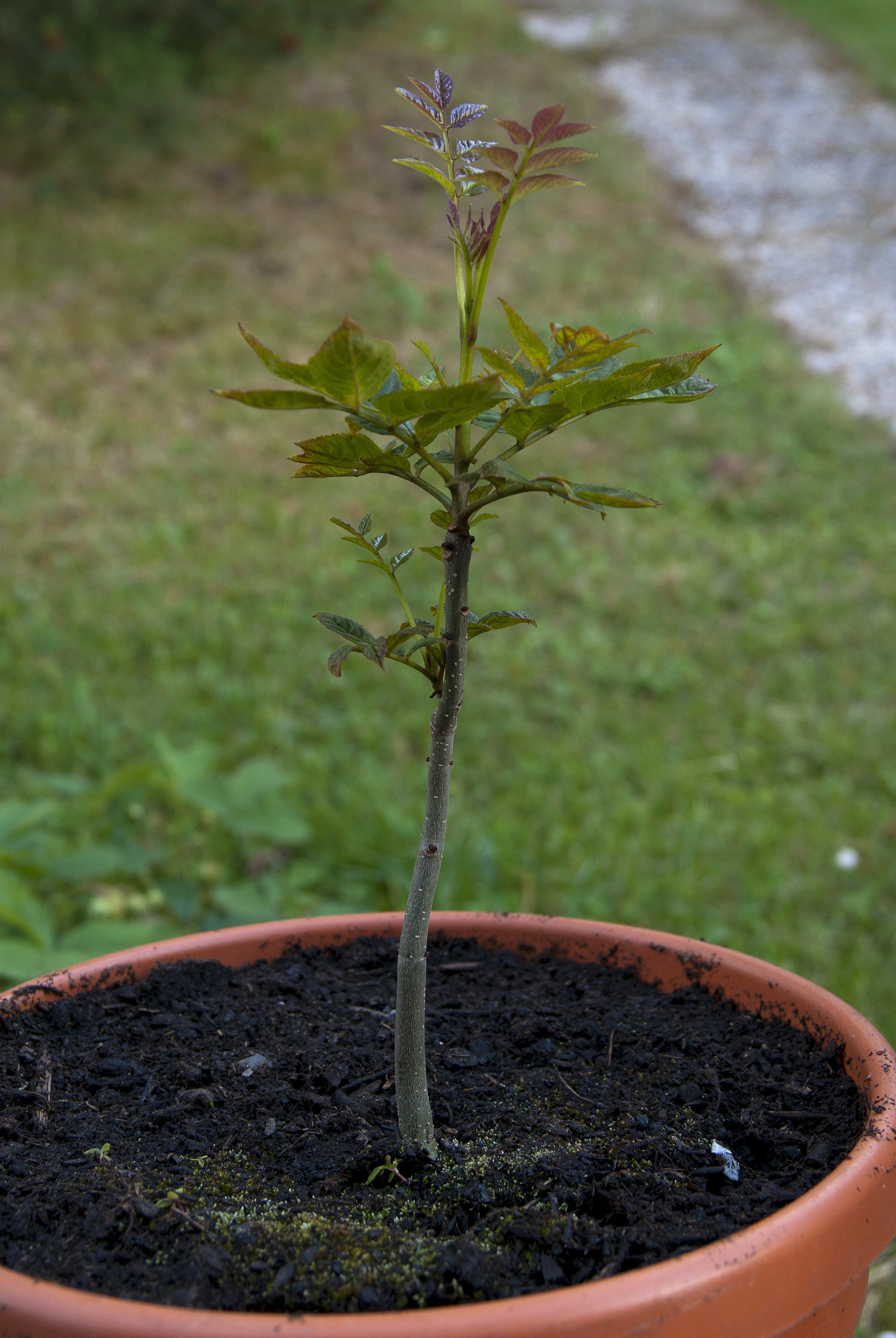
Jeune pousse.
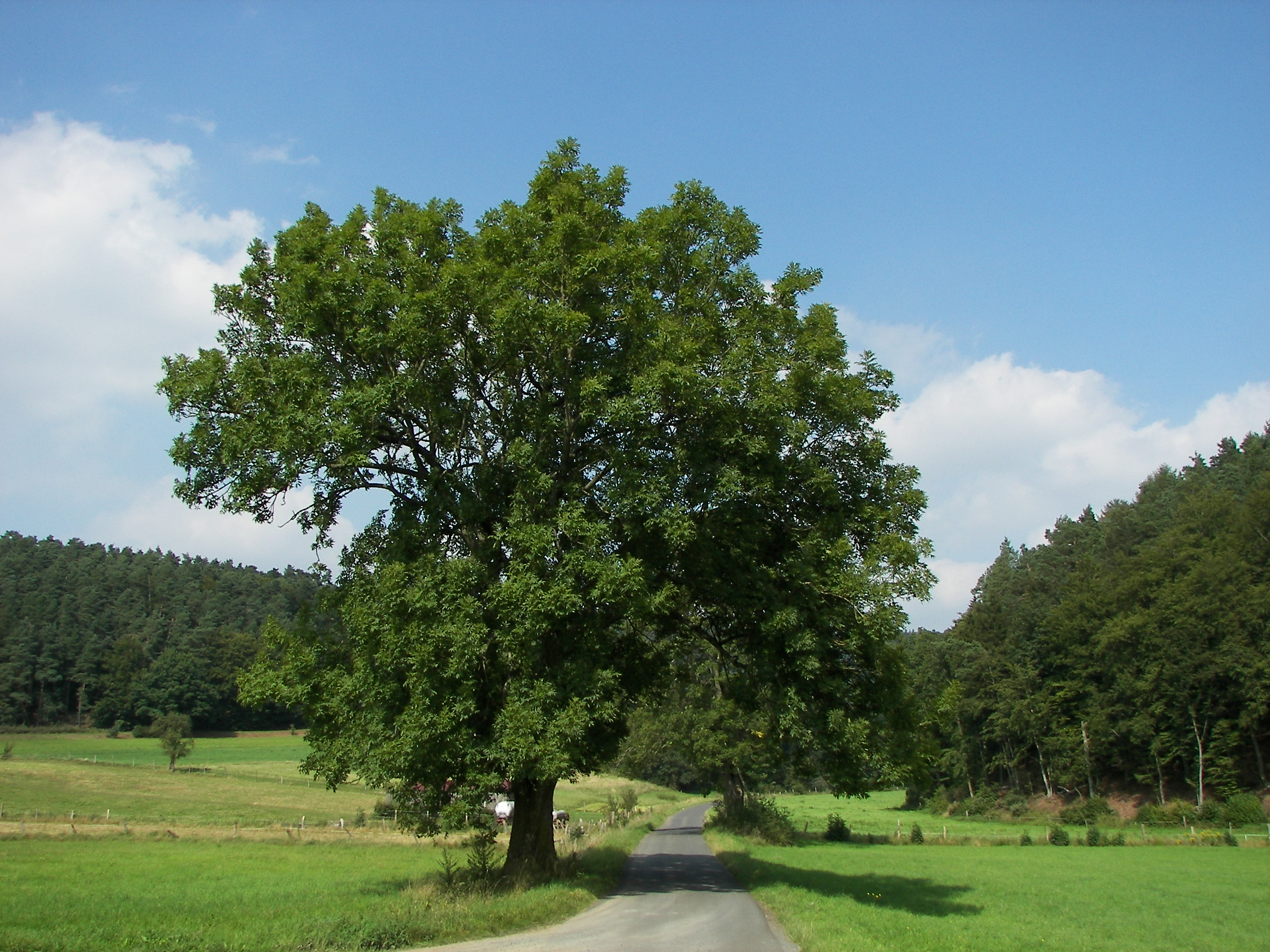
Aspect général.
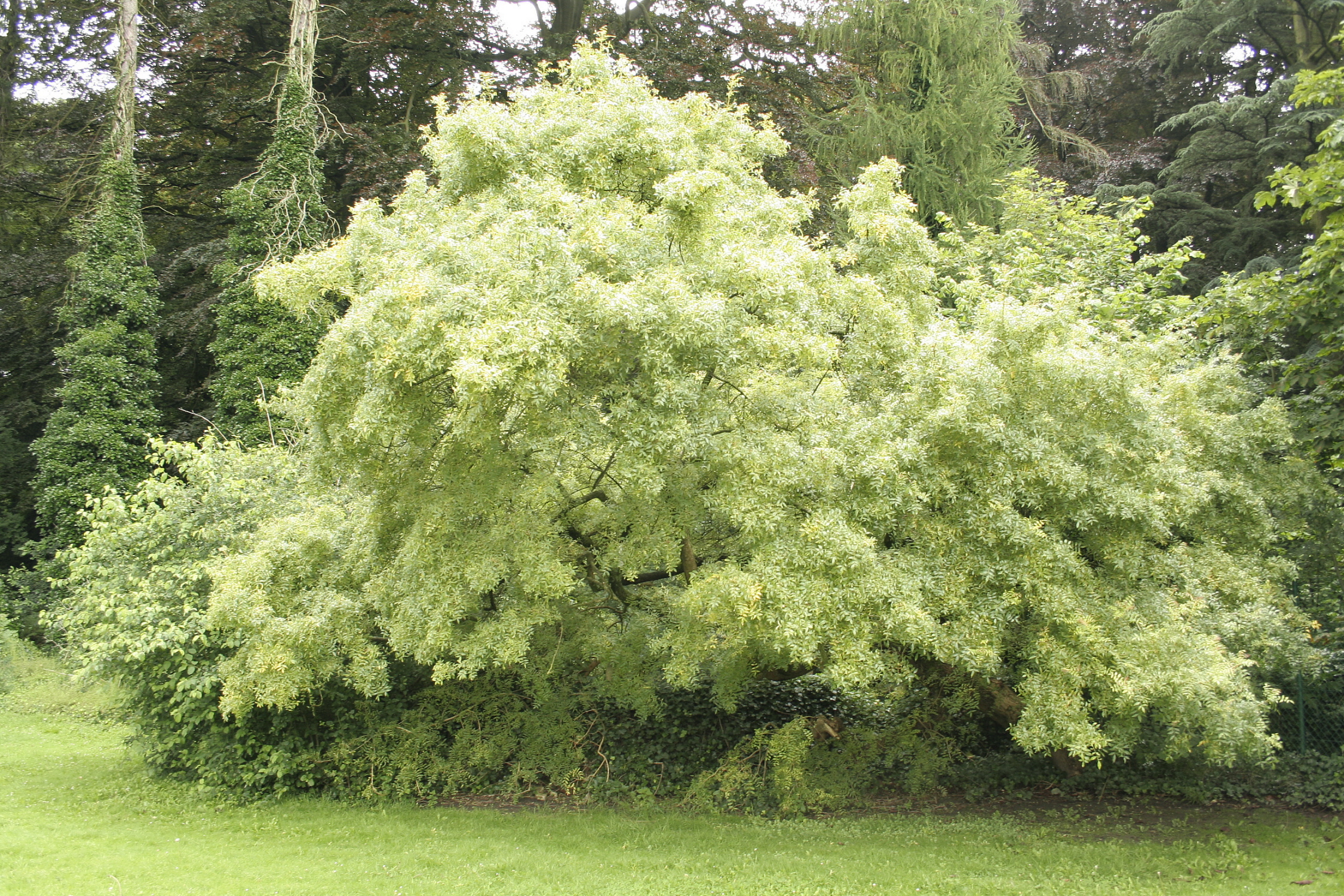
Aspect général du cultivar Aurea pendula.
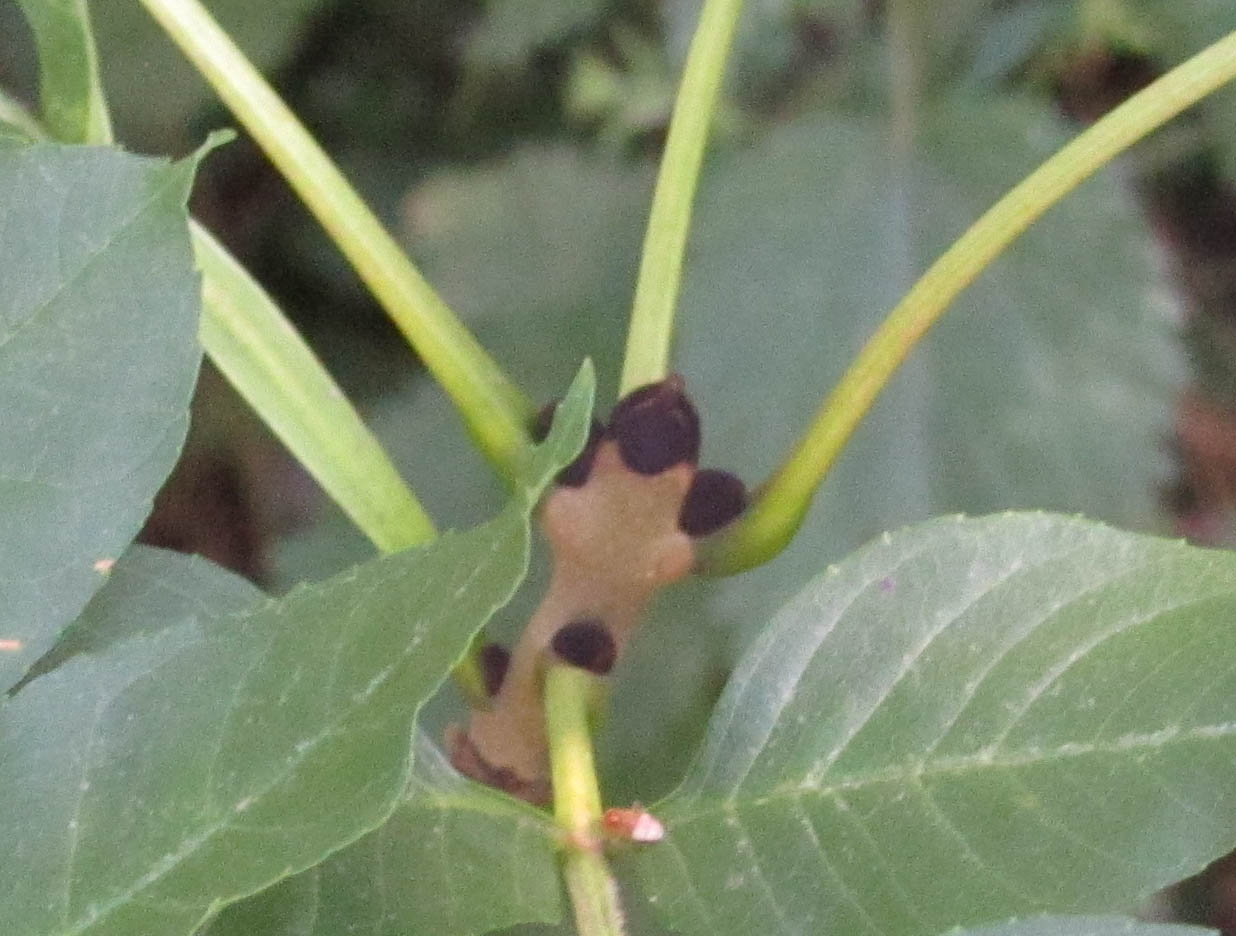
Bourgeons noirs de Fraxinus excelsior.
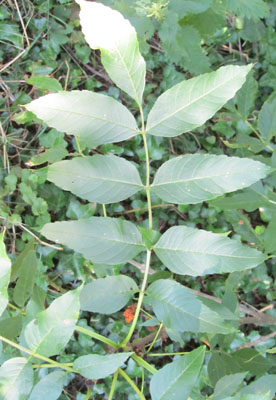
Feuille de Frêne élevé.
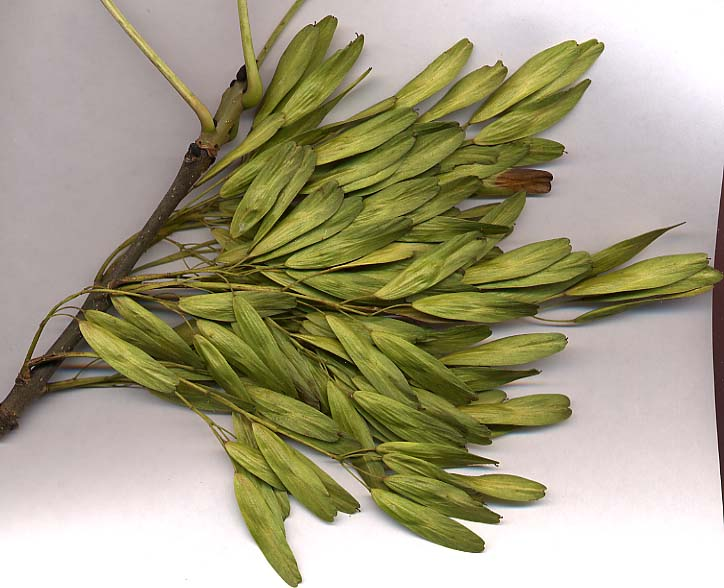
Samares.
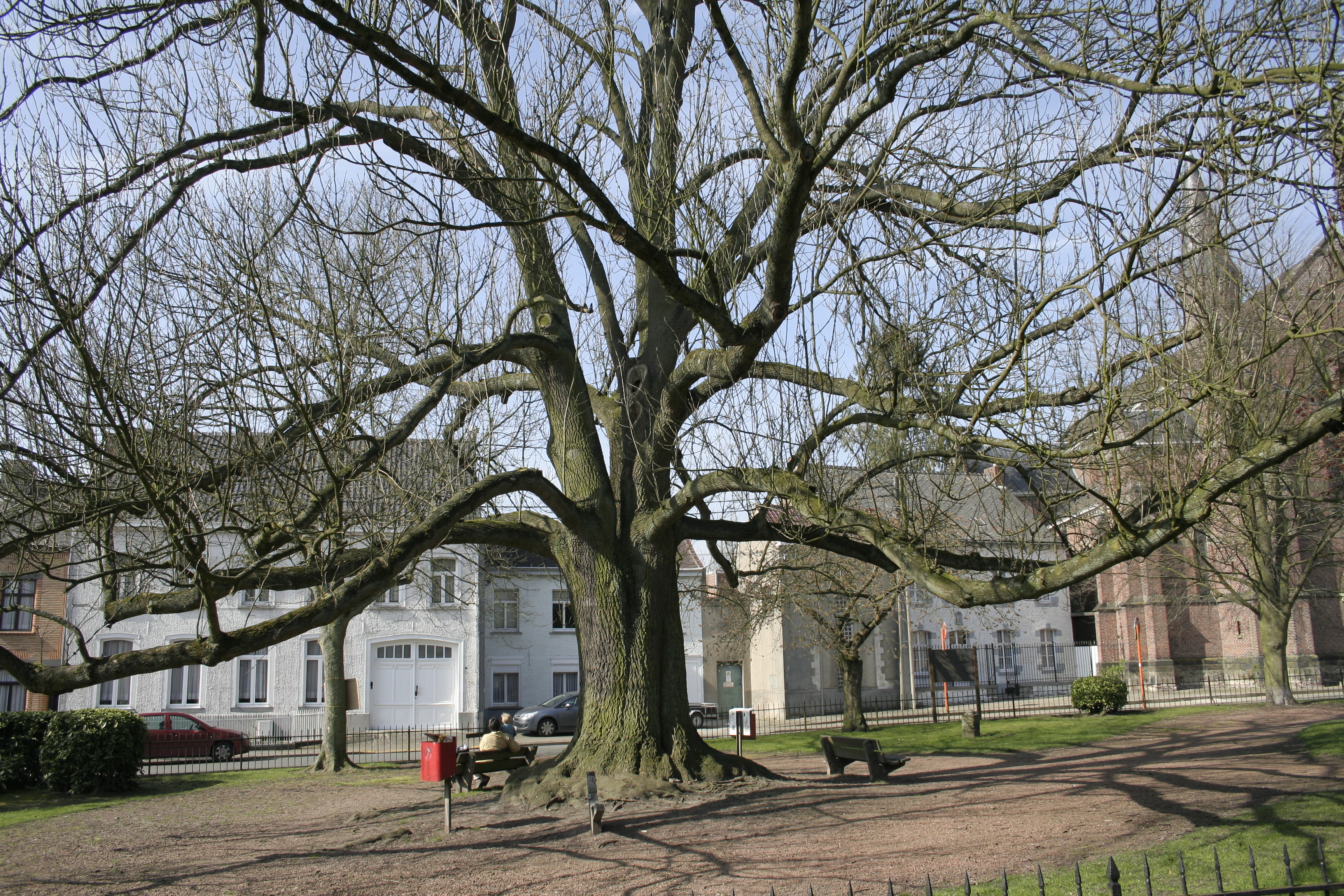
Frêne sans sa frondaison.
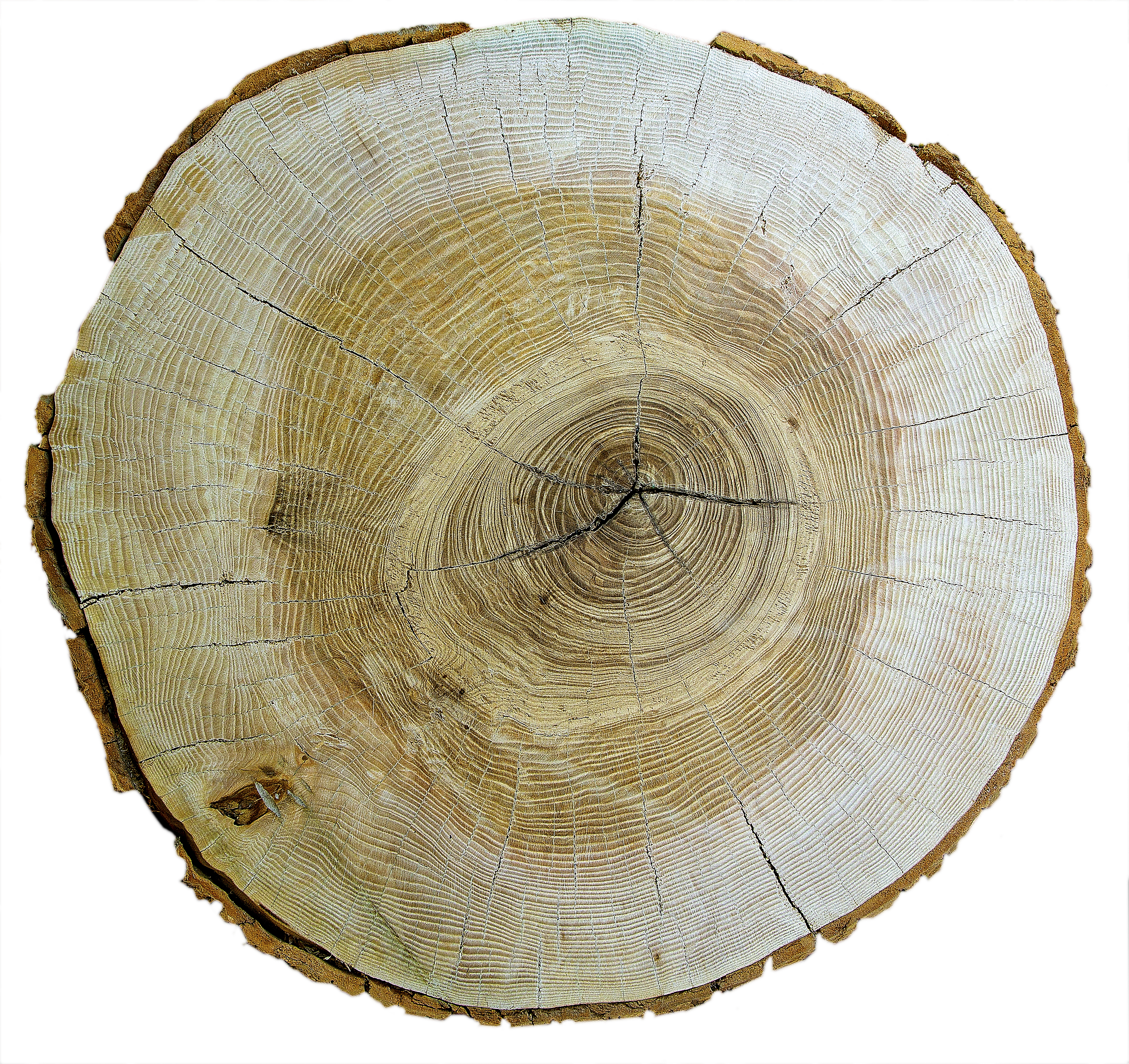
Fraxinus excelsior - bois

## Systématique

### Synonymie
Le nom correct complet (avec auteur) de ce taxon est Fraxinus excelsior L.. Il a pour synonymes :
- Fraxinus excelsior f. aureopendula Rehder
- Fraxinus excelsior f. pendula (Aiton) Lingelsh.
- Fraxinus excelsior var. communis Aiton
- Fraxinus excelsior var. emarginata Cariot & St.-Lag., 1889
- Fraxinus excelsior var. excelsior
- Fraxinus excelsior var. glomerata Simon-Louis
- Fraxinus excelsior var. monophylla (Desf.) Cariot & St.-Lag., 1889
- Fraxinus excelsior var. monophylla (Dum.Cours.) Gren. & Godr.
- Fraxinus excelsior var. pendula-variegata DeVos
- Fraxinus laciniata Raf.
- Fraxinus monophylla Desf., 1809
- Fraxinus monophylla Dum.Cours.
- Fraxinus pendula Aiton, 1789
- Fraxinus striata Dum.Cours.
- Fraxinus tortuosa Dippel
- Fraxinus verrucosa Dum.Cours.

### Sous-espèces
Liste des sous-espèces selon GBIF (23 août 2022) :
- Fraxinus excelsior subsp. coriariifolia (Scheele) A.E.Murray
- Fraxinus excelsior subsp. excelsior
- Fraxinus excelsior subsp. siciliensis Ilardi & Raimondo

### Espèces voisines
Le genre Fraxinus comporte une soixantaine d'espèces, dont quatre autres sont présentes en France métropolitaine :
- Fraxinus americana, le frêne blanc d'Amérique ;
- Fraxinus angustifolia, le frêne à feuilles étroites ;
- Fraxinus ornus, le frêne à fleurs ou orne ;
- Fraxinus pennsylvanica, le frêne rouge ou frêne de Pennsylvanie.

## Biologie

### Biochimie
L'écorce du Frêne élevé est constituée principalement de cellulose, d'hémicellulose et de lignine, et contient des concentrations négligeables en tanins condensés. Elle contient également des composés solubles, dont du mannitol.
L'écorce, les feuilles et les graines contiennent des hétérosides coumariniques (dont la fraxine, la fraxétine, la scopolétine et l'esculine),, des sécoiridoïdes, des hétérosides de phényléthanoïde, des composés phénoliques et des flavonoïdes.
Les feuilles de ce frêne contiennent du mannitol, des acides phénoliques, des tanins, des flavonoïdes, du rutoside et du mucilage.
La sève élaborée émergeant des blessures de l'écorce contient de nombreux sucres, dont du mannitol, du fructose, du glucose, du sorbitol, du galactose et des oligosaccharides, qui constituent collectivement la substance dénommée "manne".
Le bois du Frêne élevé possède une teneur élevée en acide oléique.

## Distribution géographique

Aire de répartition du Frêne élevé.

Le Frêne élevé est répandu dans presque toute l'Europe jusqu'à environ 61° de latitude Nord, et à l'Est jusqu'au bassin de la Volga en Russie.
Il est absent de l'extrémité méridionale de l'Europe, où il est remplacé par le frêne à feuilles étroites. Il est également absent d'Afrique du Nord et d'Islande.

## Écologie
Le Frêne élevé est une espèce post-pionnière nomade. Il rejette de souche et drageonne parfois. Son couvert est léger.

### Habitat

#### Climat
Le Frêne élevé est étonnant par la grande latitude de sa tolérance écologique. On le trouve au bord de la mer, en montagne jusqu'à 1500 m ou en plaine. Il affectionne les conditions hygrosciaphiles des versants ombragés. C'est une espèce héliophile ou de demi-ombre, à croissance rapide (10 m en 20 ans au stade juvénile) et très résistante au froid. Il craint cependant les gelées tardives, qui peuvent détruire les bourgeons terminaux.

#### Substrat
Le Frêne élevé préfère les terrains frais, en fond de vallées, et même si on le trouve sur une grande variété de sols, il montre une préférence pour les sols calcaires ou peu acides[réf. souhaitée].
C'est une espèce sensible à la sécheresse, et sa régénération est influencée par des perturbations naturelles (ou parfois anthropiques) telles que les inondations ou baisses de nappe phréatique superficielle. Le drainage, comme l'atterrissement ou l'envasement de zones humides est un facteur explicatif de certains échecs de régénération ou d'une baisse de croissance.

#### Synécologie
En forêt, le Frêne élevé se trouve souvent en mélange, par exemple avec l'Aulne glutineux (aulnaie-frênaie), avec le Chêne pédonculé ou autres arbres à feuilles caduques. En plaine, c'est le compagnon du Chêne surtout pédonculé, du Hêtre commun et du Charme commun. En montagne, il se mêle au hêtre et au Sapin. En association avec le Chêne, le frêne forme des futaies appelées « chênaies-frênaies ».
Il existe des forêts en peuplement pur, notamment en Belgique dans le Condroz[réf. souhaitée].
Le Frêne, comme l'Érable, a une stratégie de croissance et de captation de la lumière typique d’essence de trouée, qui le rend également adapté aux systèmes bocagers. Plus la lumière est disponible, plus il croît vite et de manière importante. Il peut, comme le Hêtre ou le Sapin, fortement réduire sa croissance quand il manque de lumière et ainsi attendre longtemps le retour d'une situation plus ensoleillée.
Outre les bois frais, on le trouve en bord d'eau, les versants ombragés, accrus, au milieu des bois et surtout dans les haies.
Il possède l'un des systèmes racinaires les plus développés des arbres indigènes. Par son enracinement diffus et grand colonisateur de sol, il est capable de rivaliser avec le Hêtre. Il empêche tout arbrisseau de se développer à son contact.

### Maladies et parasites

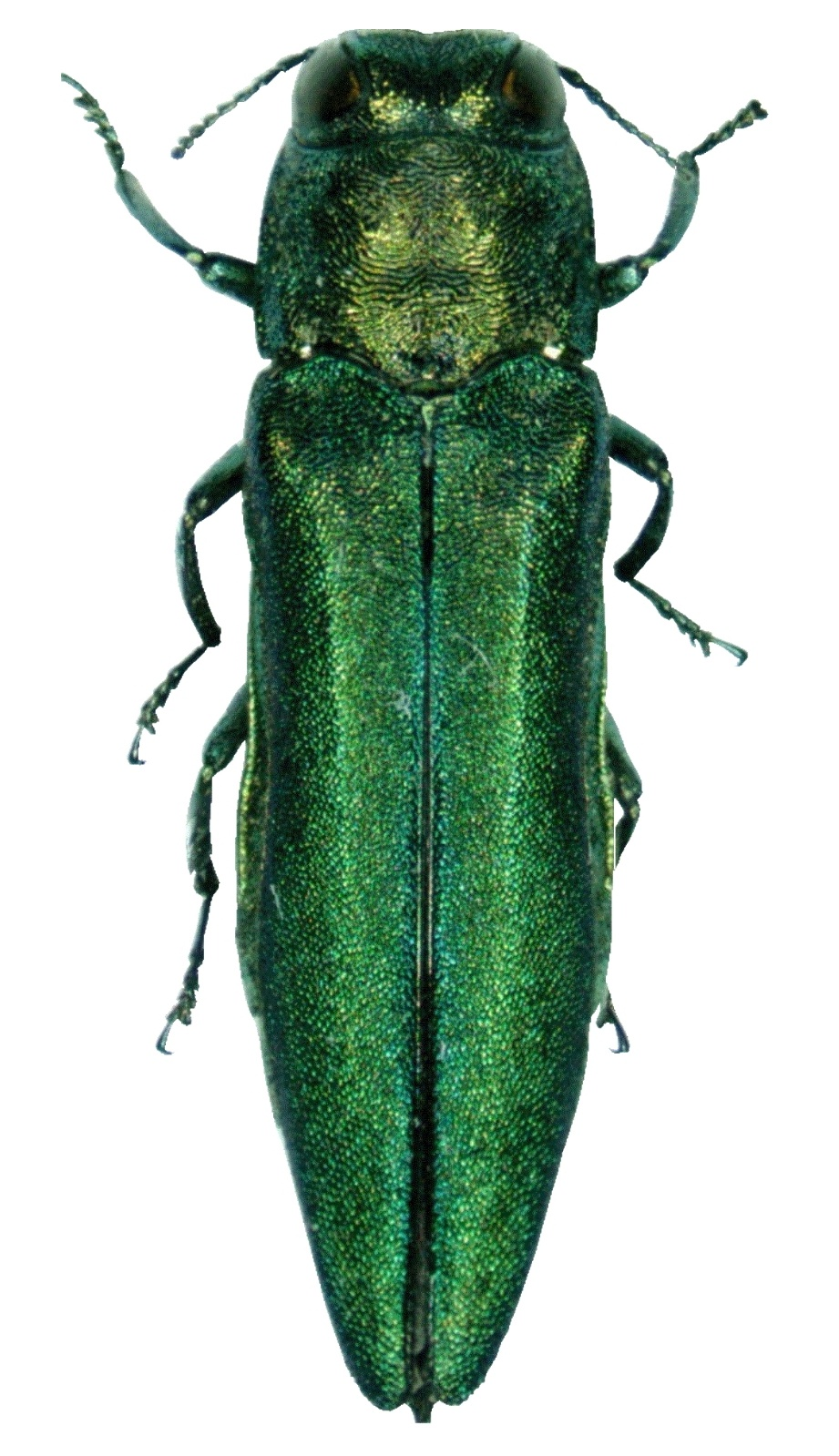
Agrile du frêne (Agrilus planipennis).

Plusieurs maladies et parasites s'attaquent au Frêne commun et de nombreux insectes et acariens lui sont inféodés.
Au tournant du XXIe siècle, de nouveaux fléaux peuvent toucher ce frêne, probablement du fait des échanges commerciaux internationaux, et peut-être en raison d'une tendance au réchauffement climatique et à la culture de clones à diversité génétique plus faible.[réf. souhaitée]
Très sensible aux gels tardifs (ce qui explique les fourches fréquentes, par suite de destruction du bourgeon terminal). Diverses nécroses du tronc et gélivures (fente du tronc dû au froid).

#### Chancre bactérien
Redoutable maladie, le chancre bactérien du Frêne est provoqué par une bactérie : Pseudomonas syringae. Elle s'attaque aux arbres dans de mauvaises conditions et affaiblis. Une fois atteint l'arbre meurt en 2 à 3 ans.

#### Agrile du frêne
Un insecte coléoptère d'origine asiatique l'Agrile du frêne (Agrilus planipennis), de la famille des buprestidae, s'est répandu aux États-Unis, en Ontario et depuis 2008 au Québec depuis sa découverte en 2002, obligeant à des abattages sanitaires.

#### Attaque du frelon
Le frelon est un ennemi potentiellement dangereux pour le frêne. Cet insecte occasionne des plaies à l'arbre pour se nourrir de la sève. Il utilise également les fibres de son bois pour l'édification des nids. Pour le frêne, casses, déformation et pourritures sont peut être à déplorer.

#### Chalarose du frêne

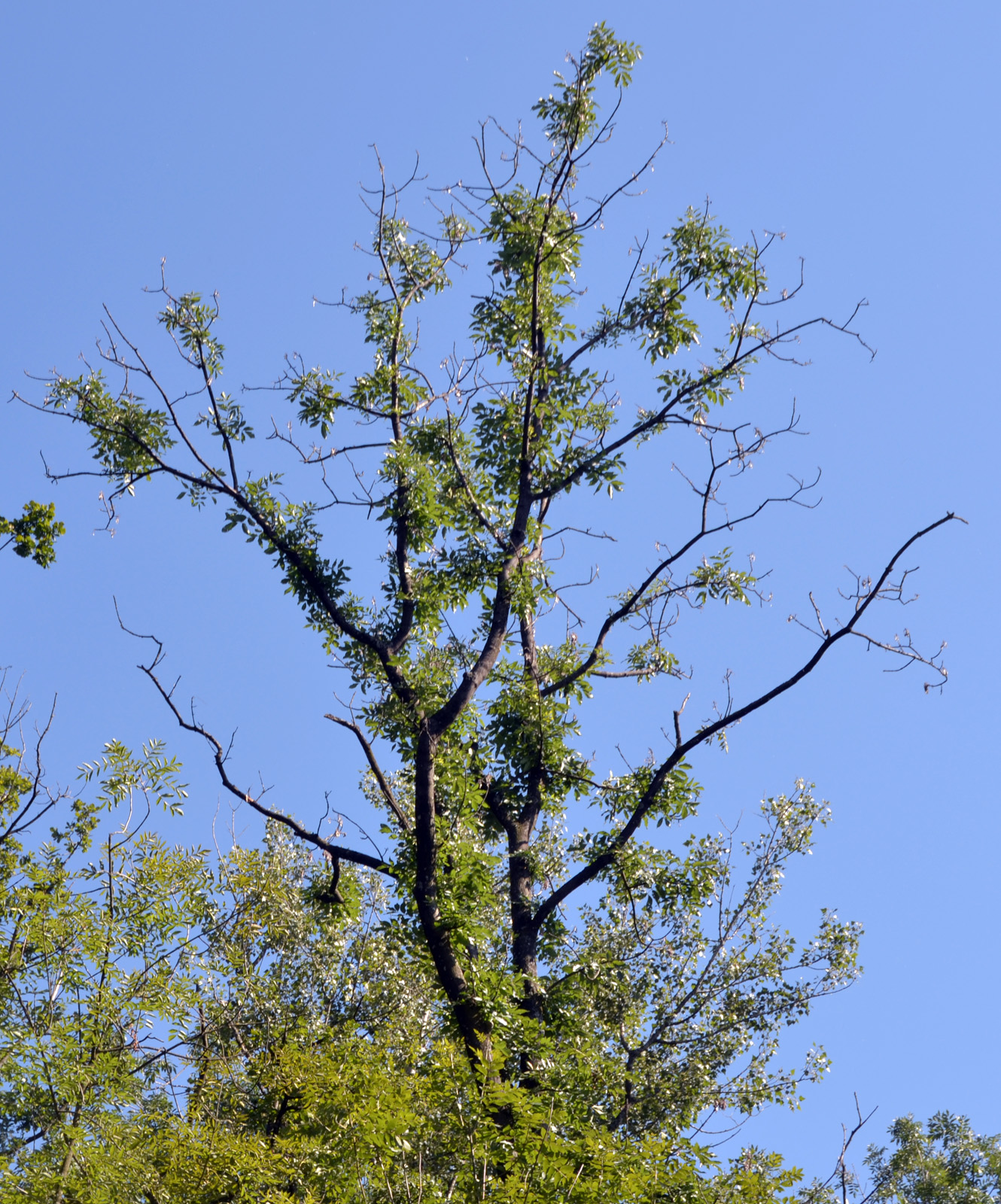
Frêne atteint de chalarose.

Une autre maladie, émergente, est provoquée par une ou plusieurs sous-espèces d'un champignon ; Chalara fraxinea, hyphomycète isolé sur des brindilles et branches malades mais aussi dans les racines mortes de frênes attaqués et encore vivants, responsable de la Chalarose du frêne. Cette maladie semble avoir émergé au début des années 1990 en Europe de l’Est et du Nord (d'abord repérée au début des années 1990 en Pologne). D'après de récentes études, le téléomorphe de cette espèce est Hymenoscyphus albidus.
De 1990 à 2008, la maladie a été repérée en Autriche,, Finlande, Allemagne, Hongrie, Lituanie, Norvège, Pologne, Suède et sur la base des symptômes, au Danemark, en Estonie, Lettonie et Suisse) et elle progresse vers l'Europe de l'Ouest, puisque détectée par l'ONF de Vesoul en France à l’automne 2008 chez des peuplements malades dans plus de 80 communes de Haute-Saône.
En Belgique, le DNF et laboratoire de mycologie du Centre de recherches agronomiques (CRA) de Gembloux assurent une veille sanitaire. Des experts craignent que ce champignon puisse aussi s’attaquer ensuite à d’autres essences. Il infecte l'arbre et provoque notamment le dessèchement puis la mort des rameaux de un ou deux ans (juste avant le débourrement ou durant les sécheresses estivales). La base des rameaux morts ou latéraux présente généralement d'abord des nécroses corticales (sans exsudats) qui s’étendent ensuite aux branches des couronnes (avec descente de cime) puis au tronc pour former des faciès chancreux. Le bois attaqué devient gris. Un développement anarchique de pousses épicormiques est parfois constaté (à partir de bourgeons dormants).
Dans les zones touchées par la maladie, les experts recommandent de ne transporter que du frêne bien sec. On manque encore de données précises sur la pathogénicité de ce champignon, des causes qui facilitent l'infection du frêne (le gel et les sécheresses pourraient le favoriser). En 2007, le Frêne élevé était touché, mais aucune donnée n'était disponible sur la sensibilité à ce parasite pour d'autres espèces du genre Fraxinus. Selon l'EPPO, les plants de pépinières et le transport de bois contaminé semblent expliquer la propagation de la maladie sur de longues distances. La maladie est souvent chronique, et parfois mortelle pour l'arbre. Ces dépérissements ont été observés en forêt, mais aussi en ville (parcs et jardins) et en pépinières.

##### Résistance génétique chez certains frênes
Une étude danoise (2007 à 2009, publiée en 2012) a montré que selon les souches génétiques, le frêne y est plus ou moins sensible, le degré de vulnérabilité des clones testés (une trentaine) par une étude était fortement corrélé à la sénescence des feuilles en automne (plus précoce chez les clones plus sains).

Voir des photos illustrant les symptômes visibles de cette maladie

### Conservation
Le Frêne élevé est classé comme "quasi menacé" (NT = Near Threatened) aux niveaux mondial et européen selon les critères de l'UICN,, mais classé comme "préoccupation mineure" (LC) en France métropolitaine. La principale menace qui pèse sur cette espèce est la chalarose du frêne,, mais l'agrile du frêne constitue également un problème majeur. La dynamique des populations naturelles est incertaine, certains auteurs rapportant un déclin des populations de frêne élevé dans certains pays d'Europe, tandis que d'autres rapportent une augmentation de sa fréquence.
Le fort déclin des populations de Frêne élevé attendu en raison de l'épidémie de chalarose et des attaques par l'agrile du frêne risque de provoquer des modifications profondes des communautés végétales et le déclin des organismes associés à cette espèce, incluant des lichens, des insectes et des champignons.
Au-delà des menaces posées par les pathogènes et les ravageurs, certains travaux estiment que le Frêne élevé pourrait devenir plus compétitif à court terme dans certaines régions d'Europe en réponse aux changements climatiques, du fait de sa bonne tolérance à la sécheresse et de sa sensibilité au gel. Il pourrait également bénéficier de l'apport accru d'azote lié à la pollution.
En Europe, deux habitats du Frêne élevé sont protégés au titre de la directive habitats : les aulnaies-frênaies alluviales de cours d'eau planitiaires et collinéens à Alnus glutinosa et F. excelsior et les forêts mixtes de ravins à Acer pseudoplatanus, F. excelsior, Ulmus glabra et Tilia cordata,.

## Propriétés et usages

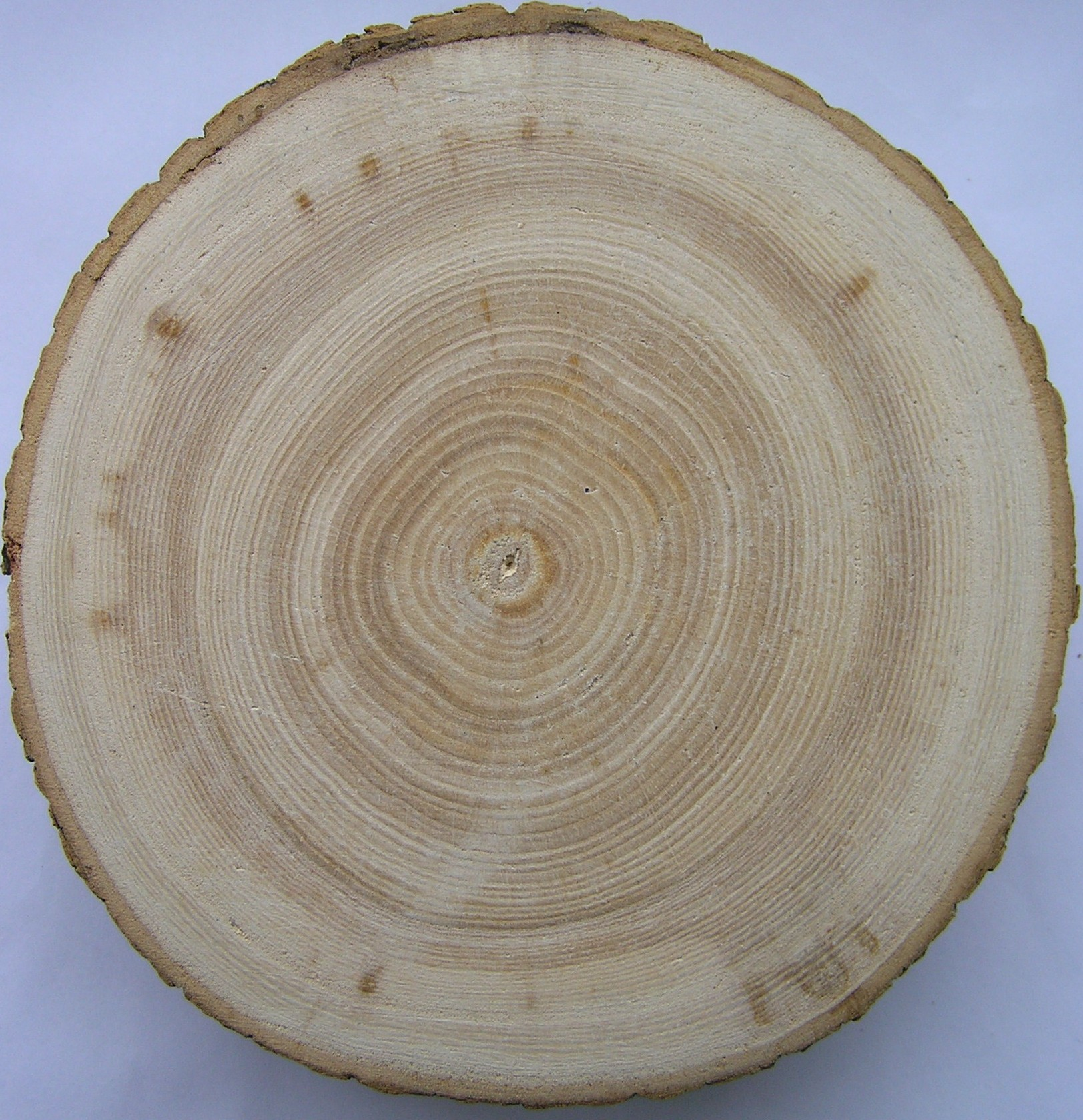
Bois, sans aubier visible.

### Réglementation
Par un arrêté du 4 septembre 2020, l'État français donne l'obligation aux distributeurs et vendeurs de frênes d'informer leurs clients, via un étiquetage spécifique, du potentiel allergisant de leur pollen. Cet arrêté mentionne trois espèces de frênes : le Frêne commun, le Frêne à fleurs et le Frêne à feuilles étroites,,.

### Plantations
Arbre d'alignement, le Frêne est aussi un arbre d'ornement, avec de nombreuses variétés, à feuillage panaché, à rameaux jaunes, à port pleureur ou fastigié, naine…
Le Frêne est très utilisé comme essence de reboisement à utiliser dans les meilleurs sols, riches, profonds et frais, les fonds de vallon notamment ; il prospère bien en peuplement mélangé, en compagnie du merisier, de l'érable sycomore ou de l'érable plane.
Les frênes sont très exigeants à la plantation. Il faut particulièrement soigner le travail du sol, le paillage du sol et l'alimentation en eau. Sensible au gel précoce, il faut le suivre les dix premières années afin d'éviter les fourches qui se forment automatiquement.
On le traite en taillis ou en taillis sous futaie où il forme une bonne réserve. Jusqu'à 60 ou 80 ans, il avait plus de valeur que le chêne.

### Bois
Le Frêne élevé était utilisé comme bois de chauffage en France, en Belgique et aux Pays-Bas dès le Mésolithique et le Néolithique. Il fournit encore aujourd'hui un bois de chauffage prisé, principalement du fait de sa teneur élevée en acide oléique qui le rend facilement inflammable.
Le bois est blanc, légèrement rosé et nacré, flambé de brun au cœur, assez dur, très tenace et très élastique. Il a été autrefois utilisé pour la construction de bâtiments, de bateaux et d'instruments de musique. Il est aujourd'hui recherché pour certains usages en raison de sa résistance à la flexion et aux chocs : manches d'outils, outils en bois (râteaux), cannes et bâtons (de hockey notamment), charronnage, carrosserie, etc.[réf. souhaitée] Les meilleurs exemplaires fournissent un bois de déroulage utilisé en placage[réf. souhaitée].

### Cœur noir du frêne
Le cœur noir du frêne est une variation négative du bois qui touche les sujets matures, surtout dans les terrains très humide et argileux. Les stations impactées peuvent aussi être moins bien adaptées à la culture du frêne. Bien que les propriétés du bois sont conservées, l'aspect esthétique est déprécié par la coloration inhabituelle. Pour l'éviter, l'exploitabilité de l'arbre doit se situer aux environs des 60 ans. Le manque d'eau peut aussi provoquer cette anomalie dans le bois.
Considérée comme une anomalie par certains, cette coloration est très appréciée par les ébénistes (bois dit "olive").

### Fourrage
Le feuillage peut servir à la nourriture des animaux de ferme. Les caprins, les ovins, les équidés et les bovins en sont très friands (feuillage très appétant). C'est aussi le cas des cervidés qui occasionnent aux jeunes plants forestiers de fréquents abroutissements.
On voit encore dans nos montagnes des rideaux de frênes plantés pour l'émonde. C'est un aliment pour bétail au moins égal à la meilleure luzerne.

### Alimentation
Le Frêne élevé, comme d'autres espèces du genre Fraxinus, sécrète un exsudat appelé manne, possédant des propriétés sucrantes et légèrement laxatives. On recueillait autrefois[Quand ?] la manne en incisant l'écorce de l'arbre de juin à juillet, et on la consommait en tisane, en sirop, en pastilles.

### Propriétés médicinales

#### Histoire des usages médicinaux
Des extraits d'écorce et de feuilles de frêne élevé ont été utilisés depuis Hippocrate dans le traitement de conditions variées telles que les rhumatismes, les inflammations, les diarrhées, la dysenterie, la goutte, les calculs biliaires et les vers intestinaux.
Les Grecs anciens (Théophraste, Dioscoride et Pline l'Ancien mais aussi Matthiole) le recommandaient contre les morsures de vipères[réf. souhaitée].
Au Moyen Âge Sainte Hildegarde donne une recette contre la goutte[pas clair],[réf. souhaitée].
En Écosse, on donnait aux nouveau-nés une cuillère à café de frêne[réf. souhaitée].

#### Usages médicinaux traditionnels
Les feuilles de Frêne élevé sont inscrites à la liste A de la pharmacopée française, qui répertorie les plantes médicinales utilisées traditionnellement. Avec le tilleul et le bouleau, le Frêne élevé (Fraxinus excelsior) est l'un des arbres médicinaux les plus utilisés[réf. souhaitée].
En médecine populaire, les feuilles sont réputées laxatives et anti-arthritiques (en tisane), mais aussi diurétiques, anti-inflammatoires et antirhumatismales[réf. nécessaire]. L'écorce aurait une action tonique et fébrifuge[réf. nécessaire]. L'infusion de feuilles (5 g pour 1/4 litre) serait diurétique et laxative[réf. nécessaire].
Le Frêne élevé est utilisé traditionnellement contre l’hypertension dans le sud-est marocain, sous forme de poudre de racine séchée bouillie quelques minutes dans l’eau[réf. nécessaire].
On fabrique dans certaines régions (Nord de la France, Belgique, Normandie), une boisson faiblement alcoolisée fermentée rafraîchissante, appelée frênette (ou encore freinette, frenette, fresnée ou frênée), à partir de feuilles de frêne et d'autres ingrédients. Très légèrement alcoolisée et pétillante, cette boisson est réputée posséder les propriétés médicinales du frêne (anti-inflammatoire, antalgique, antioxydante).

#### Évaluationin vitroet sur l'animal

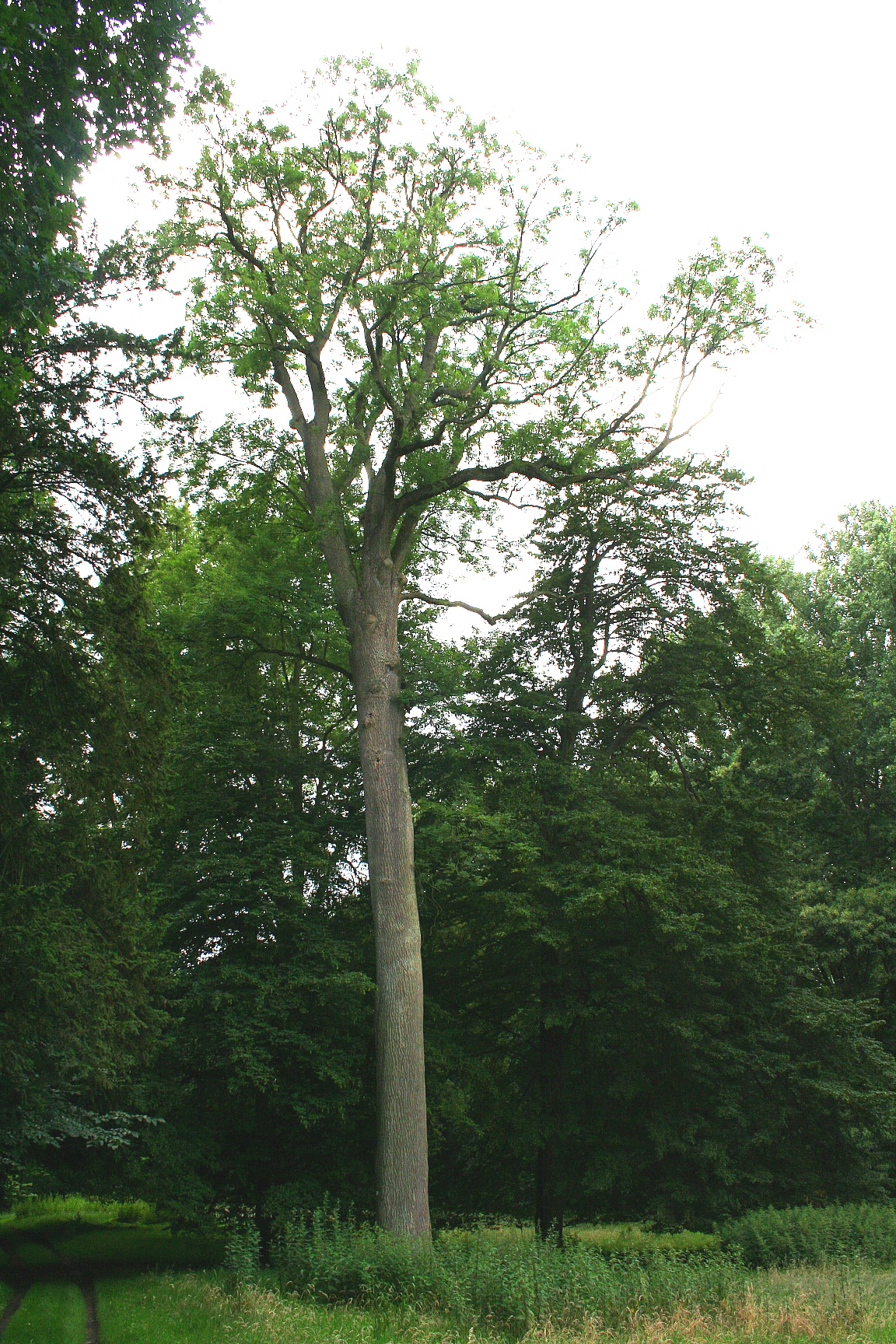
Frêne élevé remarquable (35 m).

Les feuilles de frêne pourraient devoir leurs propriétés diurétiques supposées à leur richesse en sels de potassium.
Les propriétés anti-inflammatoires d'un extrait de Fraxinus excelsior et de Populus tremula ont été appuyées par une étude in vitro.
Une revue de synthèse de 2007 évalue les propriétés diurétiques d'extraits aqueux et alcooliques de Fraxinus excelsior, sur la base de deux études sur des rats. Les auteurs concluent que les données disponibles semblent contradictoires et que davantage d'études sont nécessaires pour statuer clairement sur ses propriétés diurétiques.

### Mythologie
Dans la mythologie scandinave, l'axe et support du monde est un frêne géant nommé Yggdrasil. Le culte scandinave dédiait cet arbre à Odin, roi des cieux, et lui accordait des pouvoirs surnaturels[réf. souhaitée].
Dans la mythologie grecque le frêne est né des éclaboussures de sang qui sont tombées au sol quand Cronos a coupé les parties génitales d'Ouranos[réf. souhaitée].
Plus tard, quand Zeus s'est essayé à donner naissance à l'homme, c'est du frêne que sont nés une sorte d'humains particulièrement violents qui ont passé leur temps à se battre entre eux et à se détruire[réf. souhaitée].

## Culture

### Cultivars
- F. excelsior 'Aurea'[54] : jeunes rameaux dorés et feuillage d'automne plus coloré. Il est peu poussant.
- F. excelsior 'Jaspidea' : rameau doré pendant 5 ans
- F. excelsior 'Diversifolia'[54] : peu répandu, une grande feuille simple de 20 cm ou trifoliée. Arbre vigoureux, à la houppe droite, au port souple. Angleterre 1789.
- F. excelsior 'Pendula'[54] : obtenu par greffage de tête, commun, rameaux droits pendant vers le sol. C'est en hiver qu'il est le plus spectaculaire avec ses branches qui arquent en courbes élégantes. On en fait d'inégalable salle d'ombrage.
- F. excelsior 'Nana'[55] : rare, peu élevé
- F. excelsior 'Aurea pendula'[54] : petit arbre qui pousse mal. couronne en forme de parasol, ramules jaunes retombantes, mais feuilles vertes.
- F. excelsior 'Elegantissima'[54] : un arbre haut et étendu., assez vigoureux, houppier large, remarqué pour son feuillage vert clair, très divisé, aux petites folioles d'aspect particulièrement léger.

### Multiplication
Le semis est la seule méthode de multiplication. Il est souhaitable de le semer en place pour la vigueur de l'arbre. Pendant cinq ans il développe surtout ses parties souterraines, puis il s'élève avec vigueur et conserve cet élan pendant plusieurs années.

## Le frêne dans la toponymie
En France, de nombreuses communes portent un nom qui se réfère au frêne :
- dérivé du latin fraxinus : Fresnoy-le-Grand (Aisne), Fresnoy-le-Château (Aude), Le Fraysse (Tarn), Frayssinet (Lot), Fraissinet-de-Lozère, Fresnes (Côte-d'Or), Frasne (Doubs)...
- dérivé de la racine germanique asch : Villeneuve-d'Ascq, Eschbach, Acheville (Pas-de-Calais), etc.